# Сакі (Марказі)
Сакі (перс. ساقي) — село в Ірані, у дегестані Аміріє, в Центральному бахші, шахрестані Ерак остану Марказі. За даними перепису 2006 року, його населення становило 567 осіб, що проживали у складі 134 сімей.

## Клімат
Середня річна температура становить 11,57°C, середня максимальна – 30,84°C, а середня мінімальна – -10,86°C. Середня річна кількість опадів – 262 мм.
| Клімат поселення                              | Клімат поселення | Клімат поселення | Клімат поселення | Клімат поселення | Клімат поселення | Клімат поселення | Клімат поселення | Клімат поселення | Клімат поселення | Клімат поселення | Клімат поселення | Клімат поселення | Клімат поселення |
| Показник                                      | Січ.             | Лют.             | Бер.             | Квіт.            | Трав.            | Черв.            | Лип.             | Серп.            | Вер.             | Жовт.            | Лист.            | Груд.            |                  |
| Середній максимум, °C                         | 6,29             | 7,95             | 12,26            | 18,55            | 23,76            | 29,73            | 30,84            | 30,56            | 25,87            | 19,58            | 12,34            | 6,84             |                  |
| Середня температура, °C                       | −2,28            | −0,62            | 3,71             | 9,98             | 15,20            | 21,16            | 25,11            | 24,85            | 20,16            | 13,86            | 6,63             | 1,10             |                  |
| Середній мінімум, °C                          | −10,86           | −9,18            | −4,87            | 1,40             | 6,61             | 12,58            | 19,40            | 19,12            | 14,43            | 8,14             | 0,91             | −4,61            |                  |
| Норма опадів, мм                              | 38               | 37               | 48               | 35               | 29               | 4                | 1                | 1                | 0                | 8                | 24               | 37               |                  |
| Середньомісячна швидкість вітру, м/с          | 1.42             | 2.12             | 2.62             | 2.96             | 2.48             | 2.41             | 2.32             | 2.20             | 2.11             | 2.00             | 1.85             | 1.30             |                  |
| Середньомісячна сонячна радіація, кДж/м²·день | 9360             | 12532            | 15140            | 18408            | 22508            | 27030            | 25952            | 24239            | 21303            | 15855            | 11146            | 9113             |                  |
| --------------------------------------------- | ---------------- | ---------------- | ---------------- | ---------------- | ---------------- | ---------------- | ---------------- | ---------------- | ---------------- | ---------------- | ---------------- | ---------------- | ---------------- |
| Джерело:                                      |                  |                  |                  |                  |                  |                  |                  |                  |                  |                  |                  |                  |                  |